# Azulejo

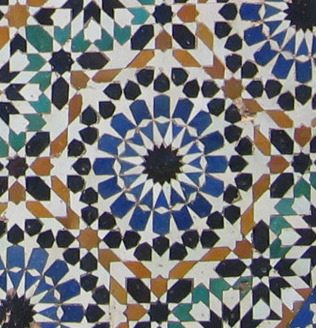
Azulejo alicatado Marokkóból

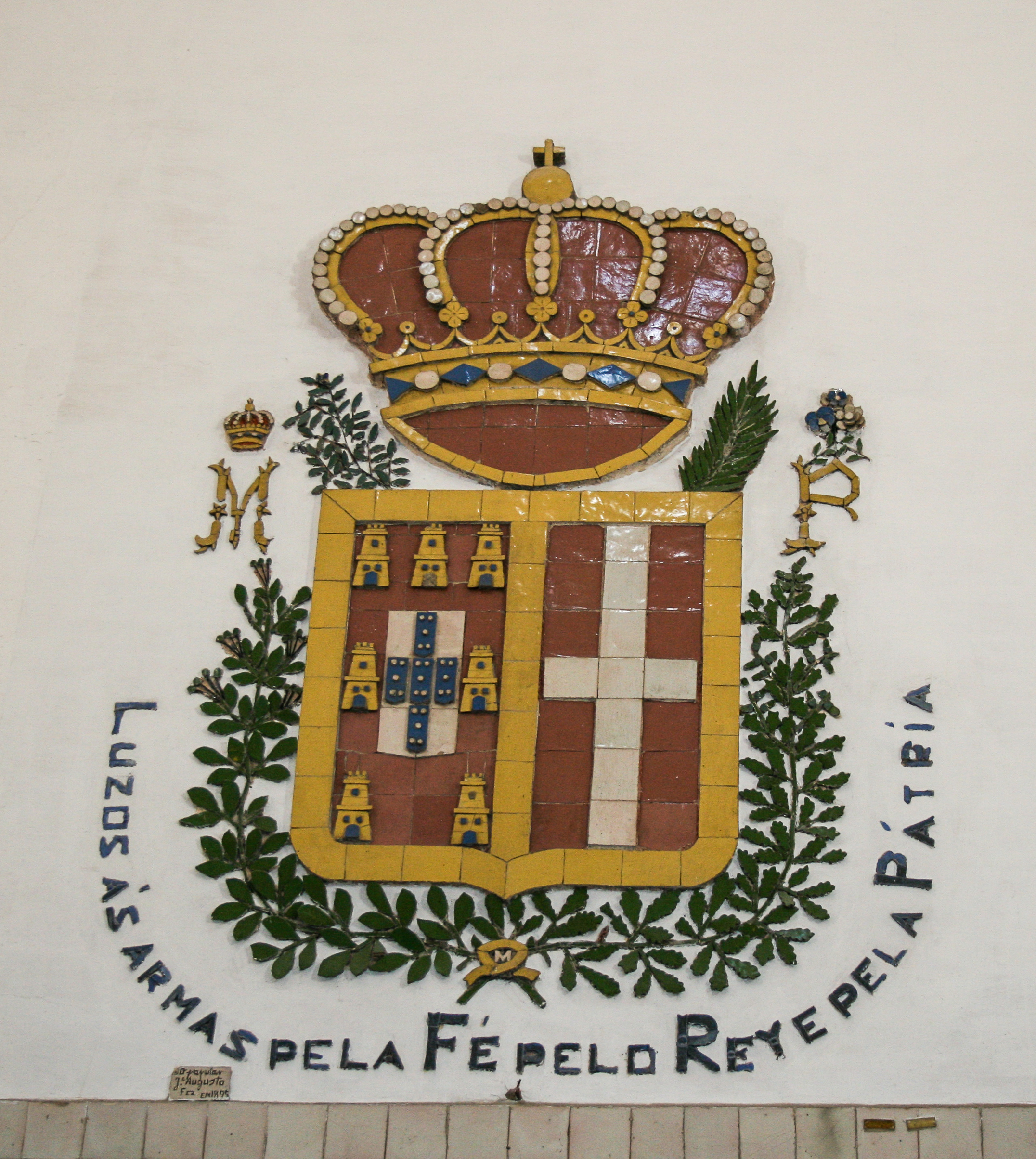
A portugál címer azulejon Sintrában

Az azulejo egy jellegzetes, arab, spanyol és portugál nyelvterületen elterjedt csempe. Jellegzetessége a mintákat elválasztó, kontúrrajzot adó határvonalak árkolt kialakítása. Spanyolországban főleg Andalúziában, Alicante környékén (például Alteában) és Katalóniában népszerű. Mindenütt megtalálni Portugáliában, ahol az ország legjellemzőbb díszítő elemének tekinthető: nemcsak a frízek és a nagy faliképek számítanak közönségesnek, de medálnak is hordják. Dél-Amerikába portugál és spanyol közvetítéssel került át – olyannyira, hogy portugálok mára Brazíliából importálják a többszínű, virágokkal és indákkal díszített azulejokat.

## Gyártása, fejlődése
Az azulejo mázas beltéri vagy kültéri csempe. Gyártását Kínában fejlesztették ki; az arabok a 12. században ismerték meg, majd a 13. század végén terjesztették el Európában. Használatát nem a divat szeszélyei indokolták, hanem az a tény, hogy a csempeborítás jó hőszigetelő; enyhíti a nyári hőséget. Az agyagból készült lapokat a mesterek mázzal vonták be, a kemencében és 24 órán át 900 °C-on égették, majd egy napig hűlni hagyták, hogy maradandó legyen.
A praktikus szempontok mellett már a kínaiak figyeltek a csempék művészi kialakítására. Az arabok – egyes elképzelések szerint – a bizánci mozaikokéhoz mérhető látványt próbáltak az új technikával elérni. Eredetileg csak a kobaltkék árnyalataival mintázták, majd különféle egyéb fémeket (cink, mangán, réz, vas) tartalmazó mázakkal sokszínűvé tették.
A kínaiak formai megkötések nélkül használták, a móroknál azonban – mivel az iszlám tiltja az ember- és állatábrázolást – a geometriai minták kerültek előtérbe. Ezt a hagyományt spanyol és portugál nyelvterületen is átvették, a reconquista után azonban a különböző életképek és biblikus jelenetek ábrázolása is divatba jött.

## Nevének eredete
Nevét a különböző források kétféleképpen származtatják:
1. Az apró, színes kavicsot jelentő arab „al-zulaich” kifejezésből, amivel eredetileg a régi római-bizánci mozaikokat jelölték.
2. A spanyol 'azul' (kék) szóból, mivel eredetileg monokromatikus volt.

## Híresebb, azulejóval díszített épületek
- Európában valószínűleg a 8–10. században épült Córdobai nagymecset (Spanyolország) díszítésére használták először.
- Az Alhambra minden udvarát és termét azulejóval burkolták; sajnos, ebből az eredeti burkolatból csak néhány töredék maradt fenn.
- Barcelonában a Casa Vicens.
- Portóban a központi vasútállomás teljes belső falát a portugál történelem véresebb jeleneteit bemutató azulejo képek díszítik.
- Mexikóváros Madero utcájában áll a 16. század végén épült, kék-fehér Csempés ház.[1] Az egész házat Pueblában készült, mudéjar stílusú azulejo csempék burkolják.
- Lisszabonban, Madre de Deus kolostorban rendezték be a portugál csempeművészet történetét a 15. századtól napjainkig bemutató Csempemúzeumot (Museo do Azulejo). Itt főleg a kerengő és a lépcsőház, valamint a talajszinttől a tetőig csempével burkolt kápolna azulejói különlegesen látványosak. További, nevezetes azulejodíszítések Lisszabonban:
  - Szent Rókus- (São Roque)-templom;
  - Szent Vince- (São Vicente da Fora)-templom (a kolostorának kerengőjében látható csempeképek La Fontaine állatmeséinek illusztrációi);
  - Convento de Graça-templom;
  - Szent Teréz- (Santa Teresa)-templom;
  - Függetlenségi Palota;
  - Palacio de Rosa;
  - Tudományos Akadémia;
  - Szent József- (São José)-kórház ;
  - Palacio de Frontera és
  - a Mouraria utcában az egykori Leányárvaház (bejárata a kerületi rendőrőrssel közös).
  - A Rafael Bordalo Pinheiro téren egy azulejóval burkolt lakóház áll.
  - Számos pékséget, gyógyszertárat és egyéb üzletet, mint például:
    - a Livraria Barata könyvesboltot,
    - a Trindade sörözőt az adott mesterség fogásait ábrázoló csempeképek díszítenek.

  - A lisszaboni metró csempeképei közül:
    - az Oriente állomásét Friedensreich Hundertwasser tervezte,
    - a Rato állomás díszítését Szenes Árpád festménye alapján Manuel Cargaleiro készítette el.

## Képgaléria

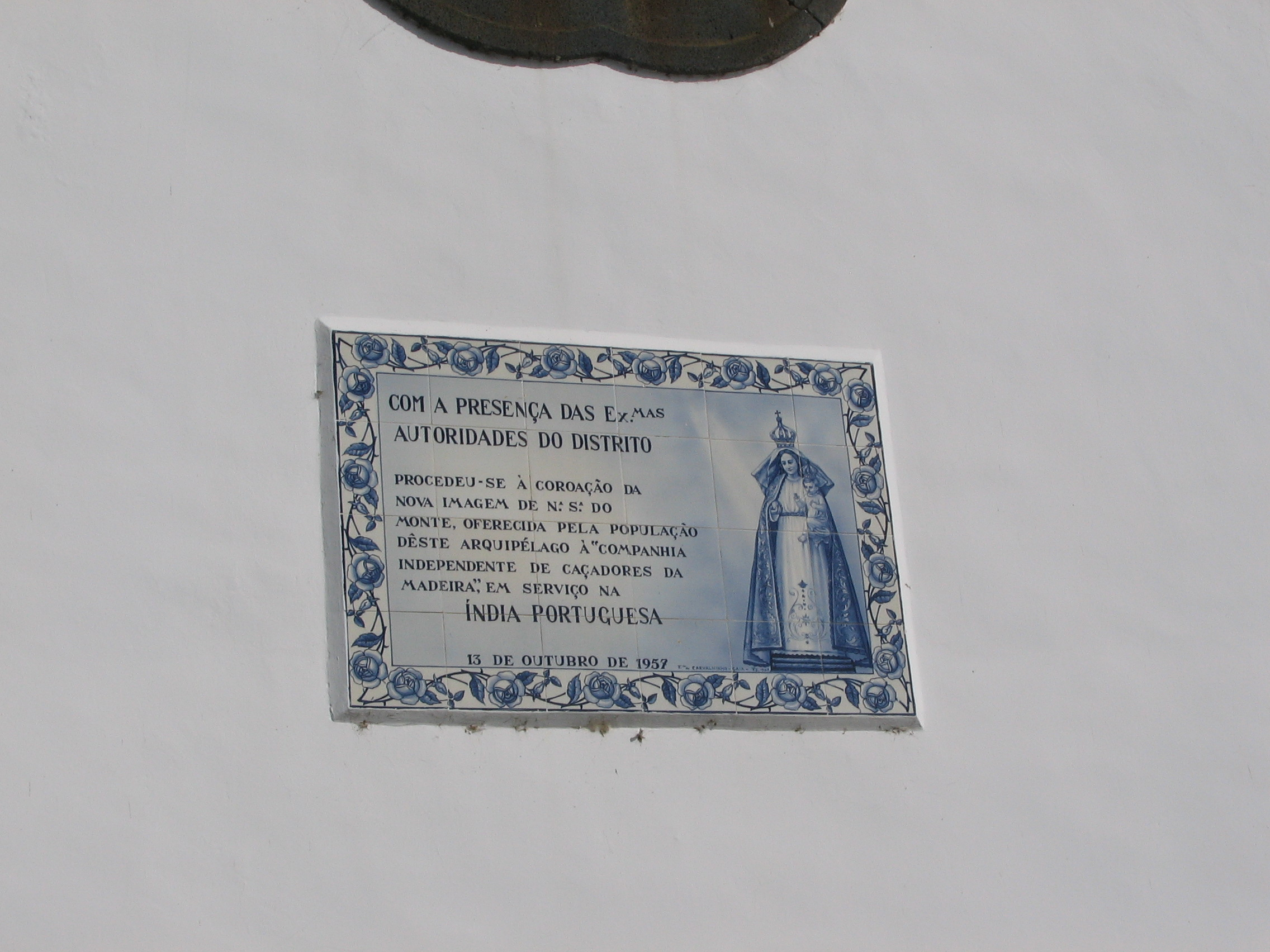
A Montei Szűzanya (Nossa Senhora do Monte) a Miasszonyunk templomának bejárata előtt (Madeira, Monte)
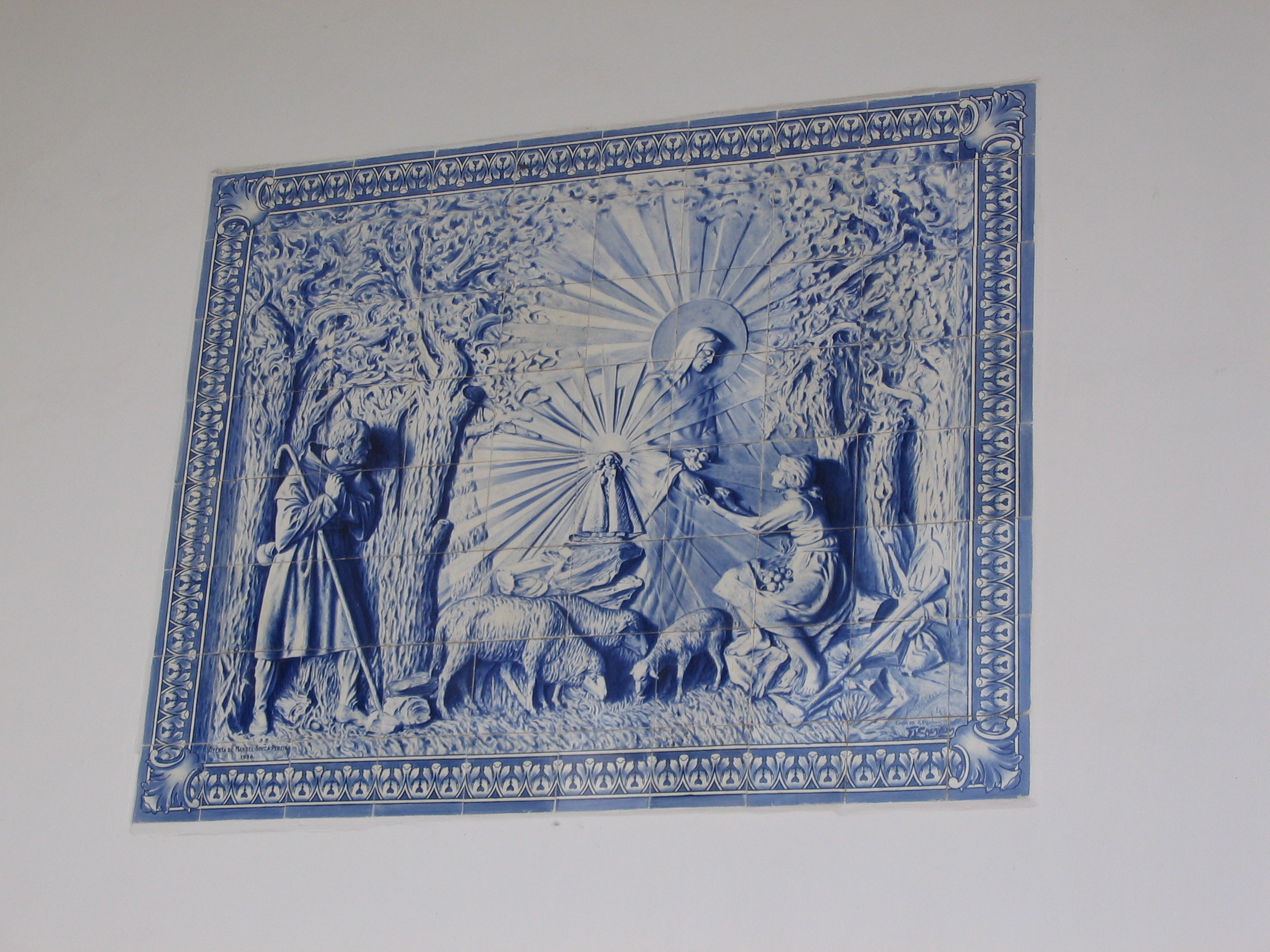
A Montei Szűzanya (Nossa Senhora do Monte) megjelenik a pásztorlánykának (a Miasszonyunk templomának bejárata mellett)
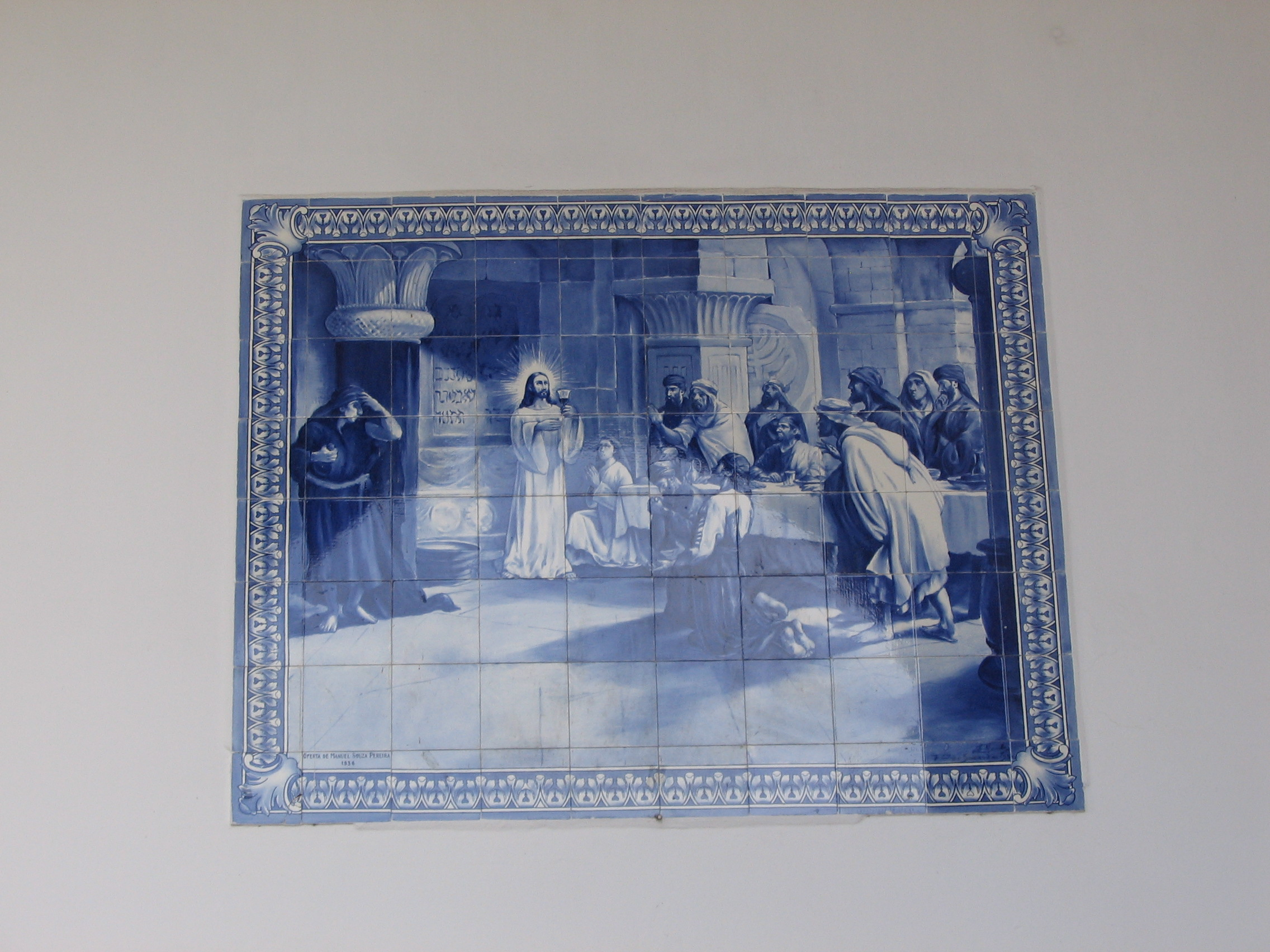
Az utolsó vacsora (a Miasszonyunk templomának bejárata mellett)
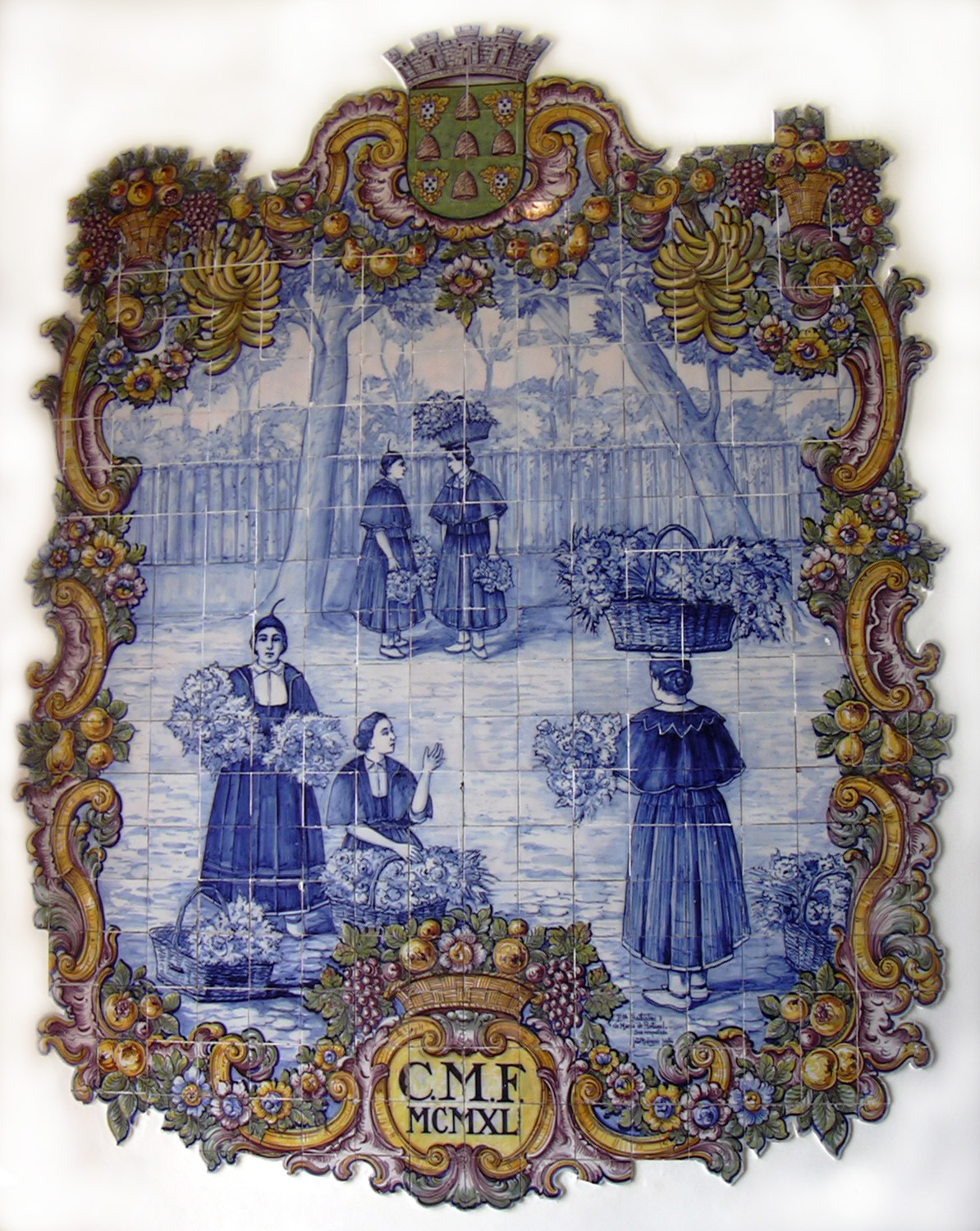
Virágárus asszonyok (Funchal, a Dolgozók Piacának bejárata mellett)
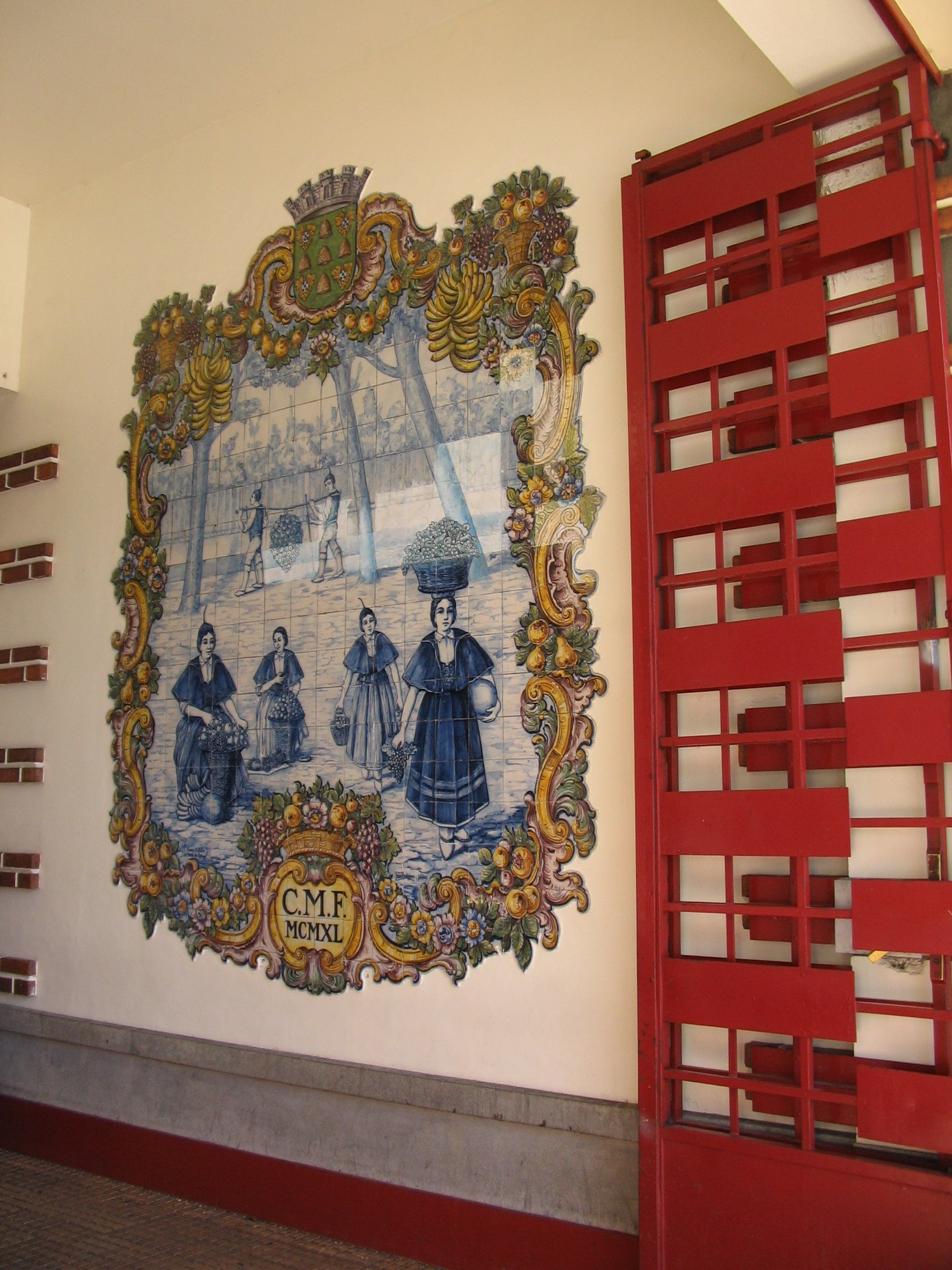
Gyümölcsárus asszonyok (Funchal, a Dolgozók Piacának bejárata mellett)
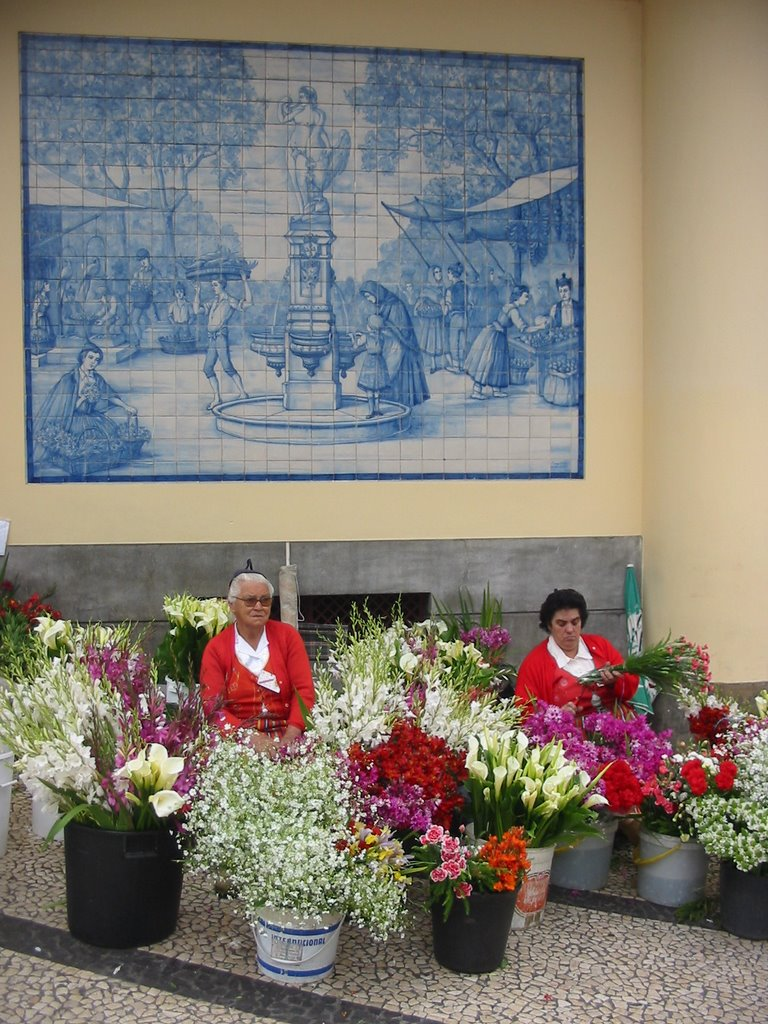
Piaci árusok (Funchal, a Dolgozók Piacának csarnokában)
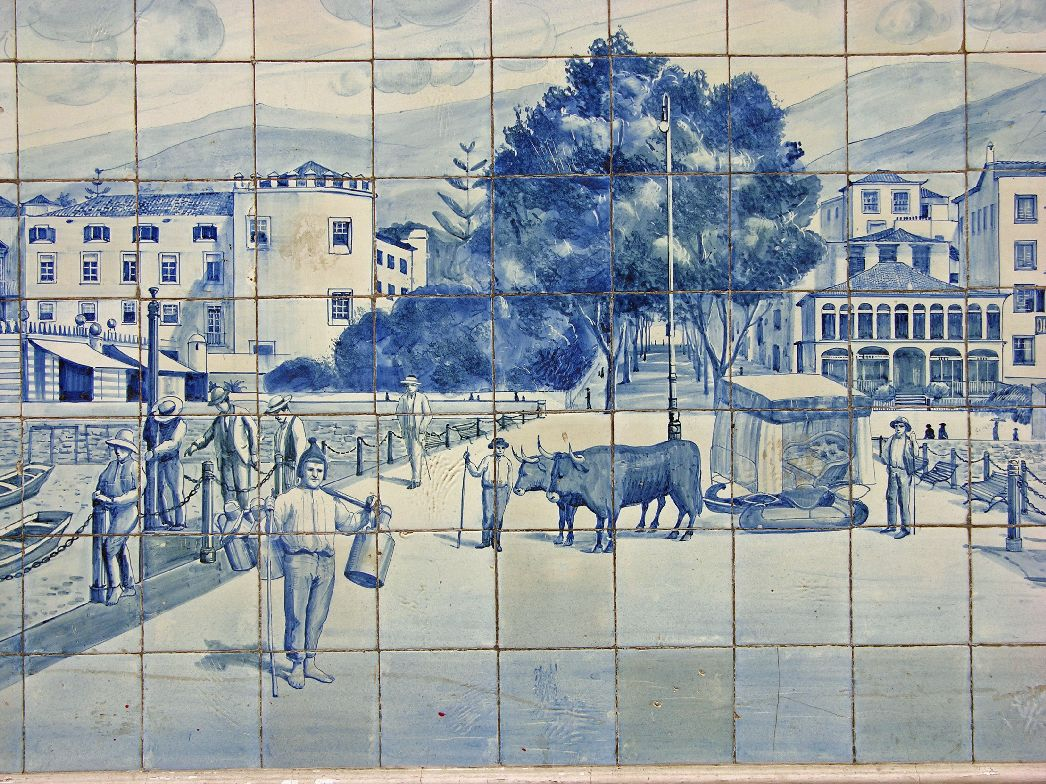
Életkép (Madeira, Funchal)
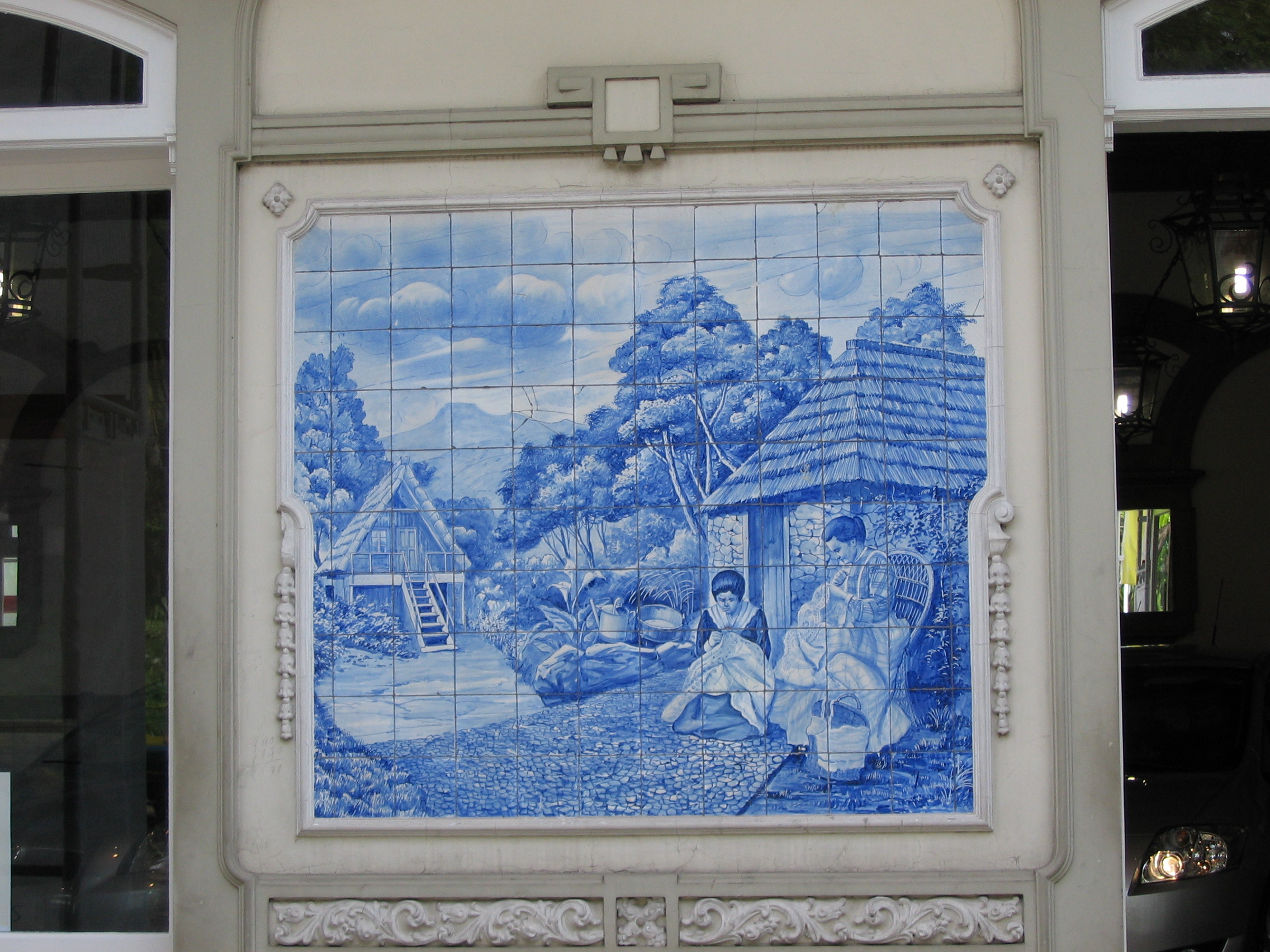
Életkép (Madeira, Funchal)
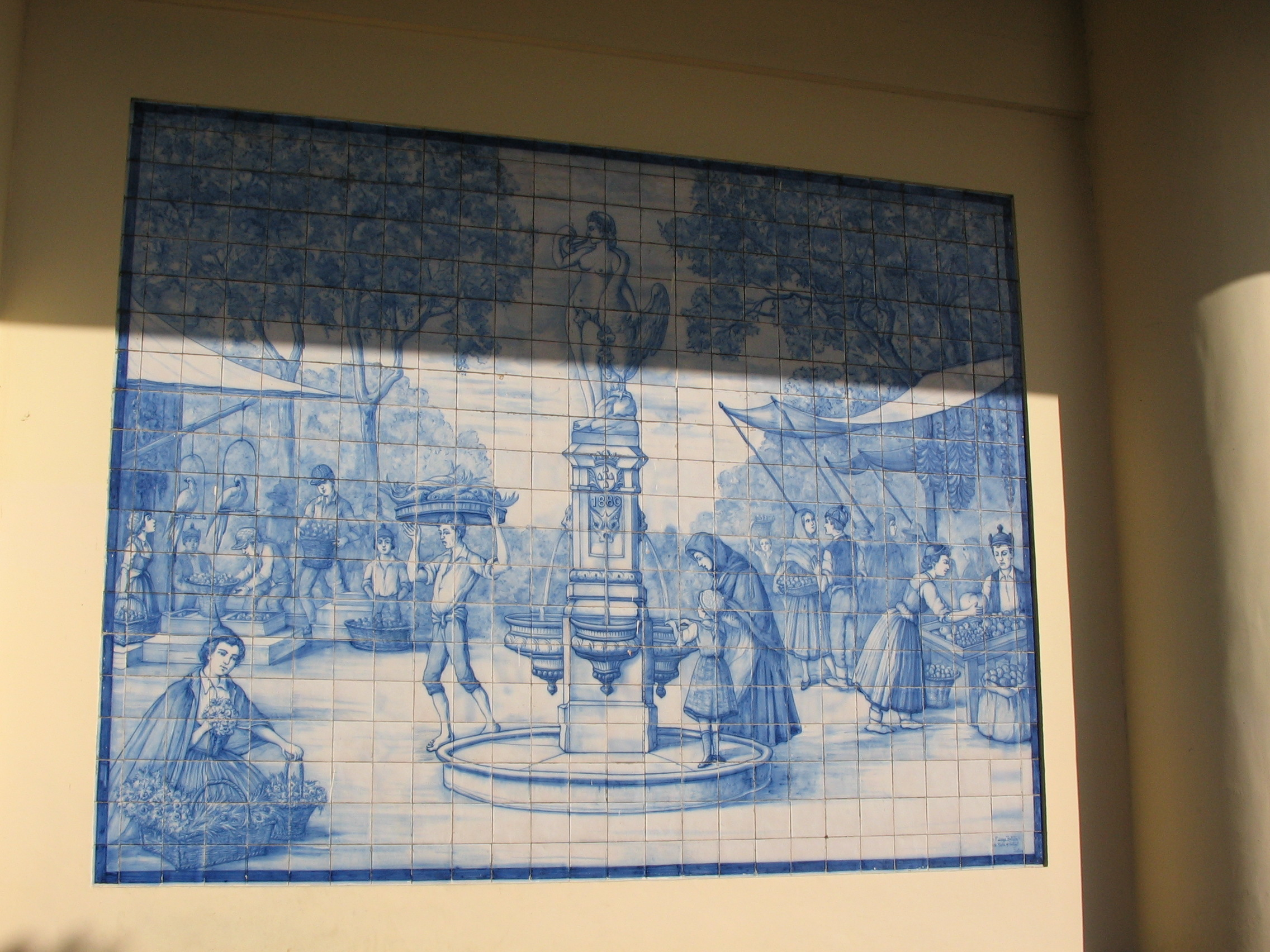
A Dolgozók Piacának homlokzata a Lédát és a hattyút ábrázoló díszkúttal (Madeira, Funchal)
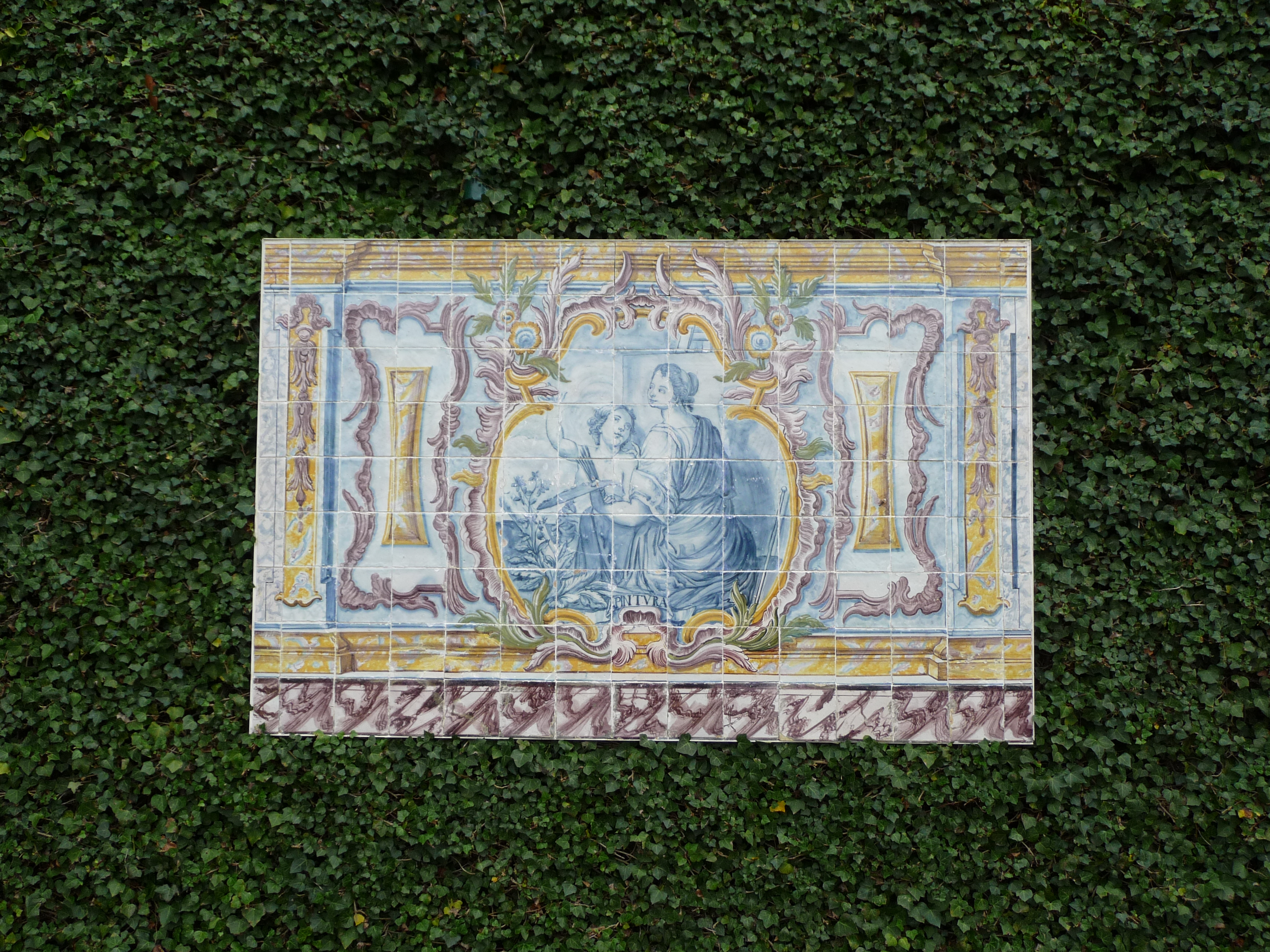
Monte, Trópusi kert
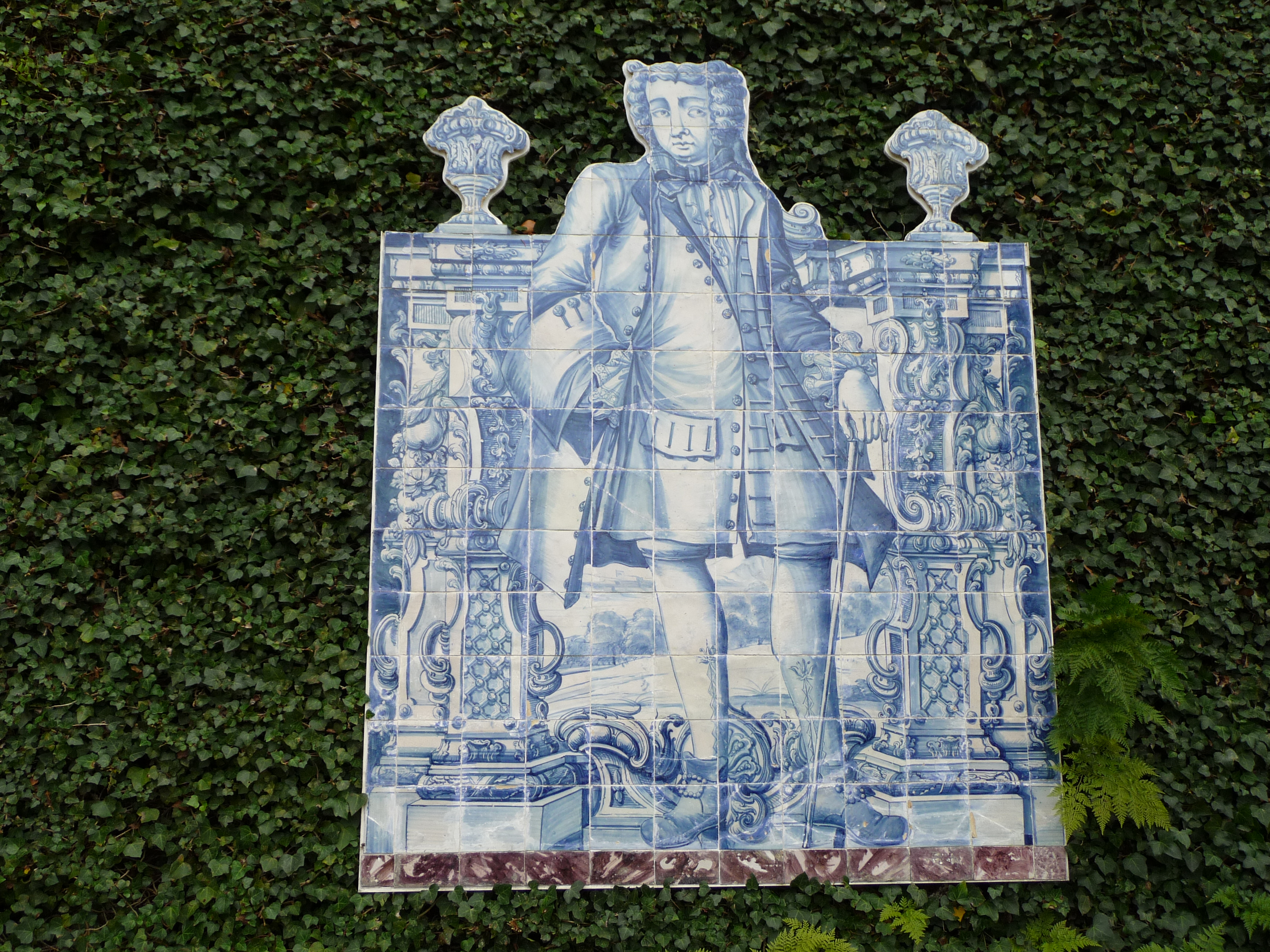
Monte, Trópusi kert
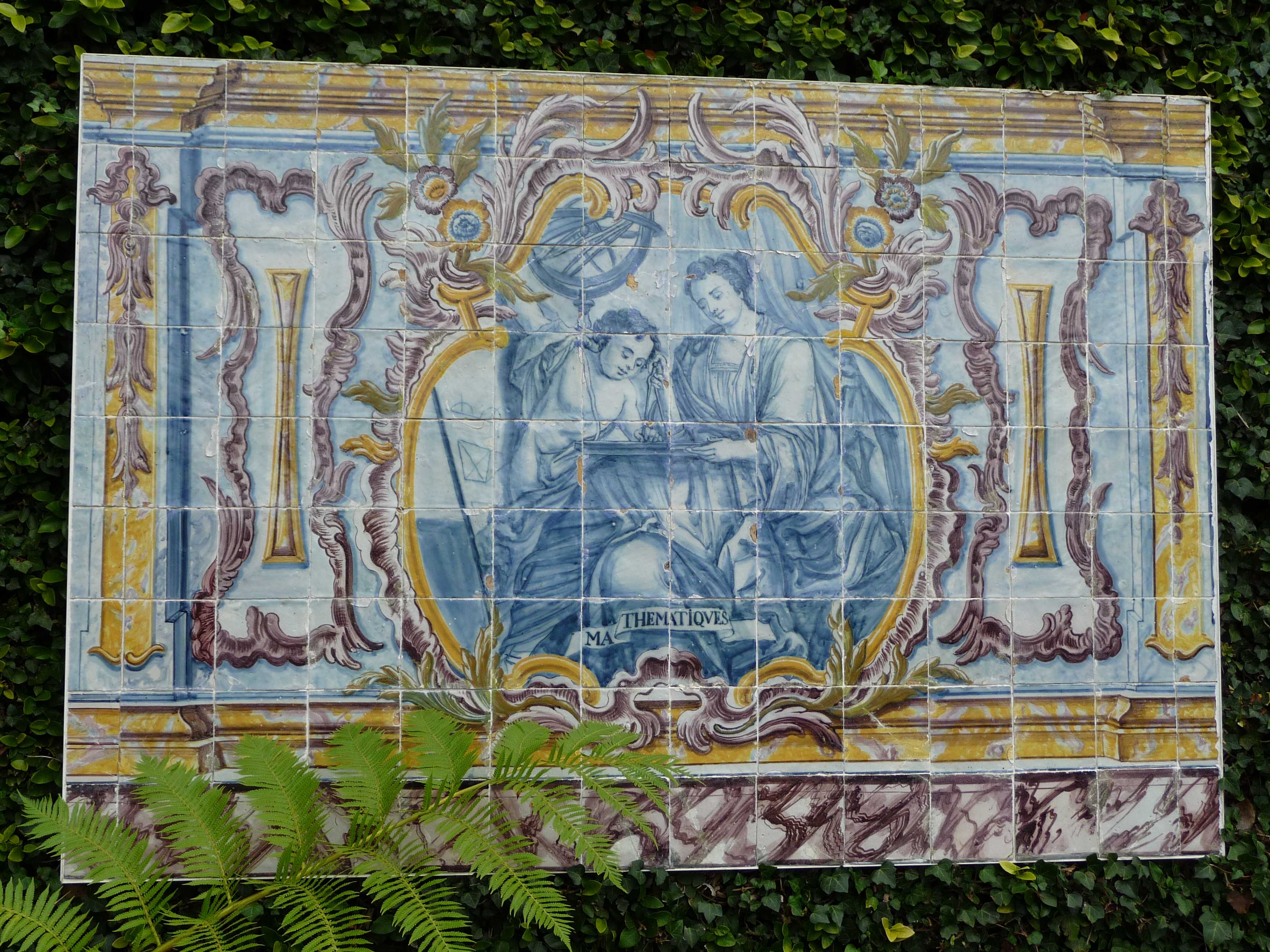
A matematika allegóriája (Monte, Trópusi kert)
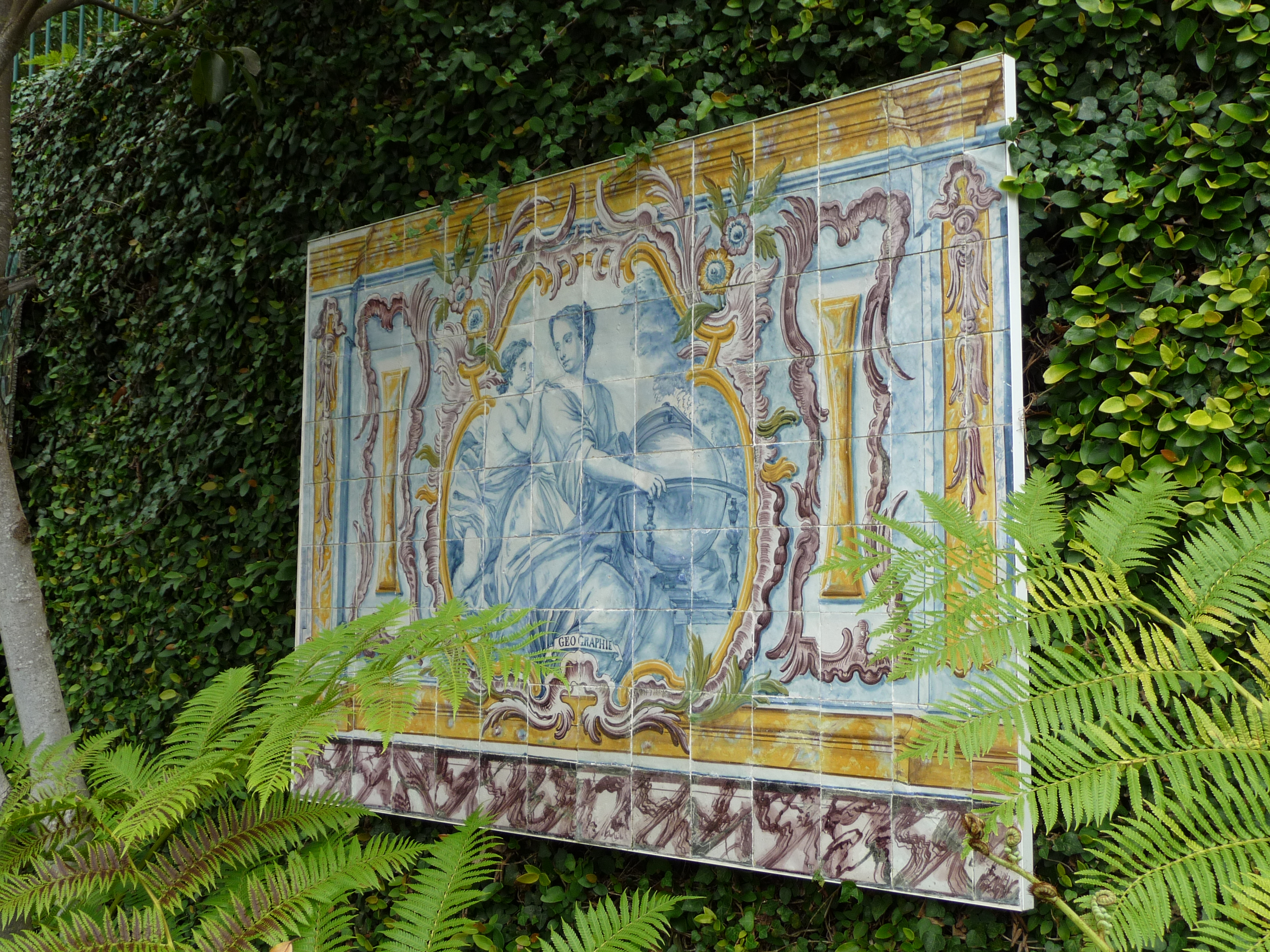
A földrajztudomány allegóriája (Monte, Trópusi kert)